# Pugny-Chatenod
Pugny-Chatenod es una comuna francesa situada en el departamento de Saboya, de la región Auvernia-Ródano-Alpes.

## Demografía
| 230 | 244 | 328 | 443 | 622 | 704 | 833 | 959 |
| Para los censos de 1962 a 1999 la población legal corresponde a la población sin duplicidades (Fuente: INSEE [Consultar]) |     |     |     |     |     |     |     |